# キュントス山
キントス山（希: Κύνθος、英: Cynthus）は、ギリシャ、キクラデス諸島のデロス島に位置する標高113mの山である。古典ギリシア語ではキュントス山。ギリシア神話では、古代ギリシア世界でとりわけ人気の高かった光明神アポロンの生まれた場所でもある。

## 神域
キントス山山頂にはゼウス・ヒユパトス（至高神ゼウス）の神域があり、そこからは紀元前3千年紀の住居跡が発掘されるなど、古くから信仰されていたことが分かる。山道からやや外れた岩がちな中腹には洞窟もあり、その内部はヘラクレスの神域となっている。

## 神話
レトはアポロンを産む際、女神ヘラからの嫉妬によって迫害されていた。これは、アポロンの父親がヘラの夫であるゼウスだったからである。レトは各地を放浪し、息子を生む場所を求めたが、あらゆる土地が恐怖故にそれを拒否した。最終的に彼女はデロス島に辿り着いた。デロス島は偉大な神が生まれようとしていることに恐れおののいたが、将来多くの参詣者で賑わうであろうことを約束され、この地で出産することに承諾した。
レトはキントス山の頂に背をもたせ、棕櫚の木にしがみつきながら九日九晩苦しんだ。これは、出産の女神エイレイテュイアがヘーラーの策謀によって天から降りてこなかったためである。そこで、レトに付き従っていた女神たちは、黄金の首飾りを与えると約束してエイレイテュイアを無理矢理連れてきた。そして、アポロンがデロス島に降誕したのである。

## ギャラリー

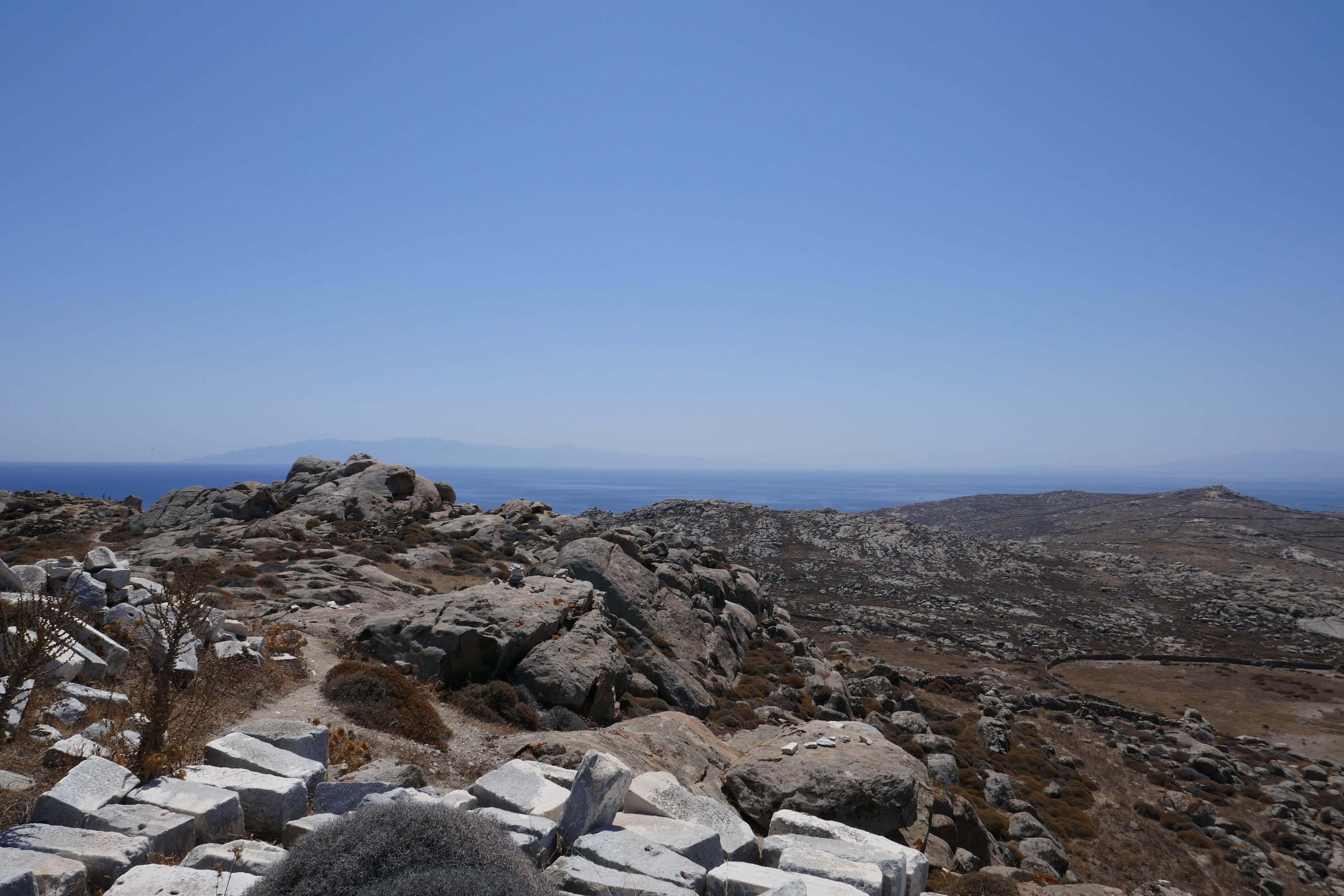
キントス山の山頂
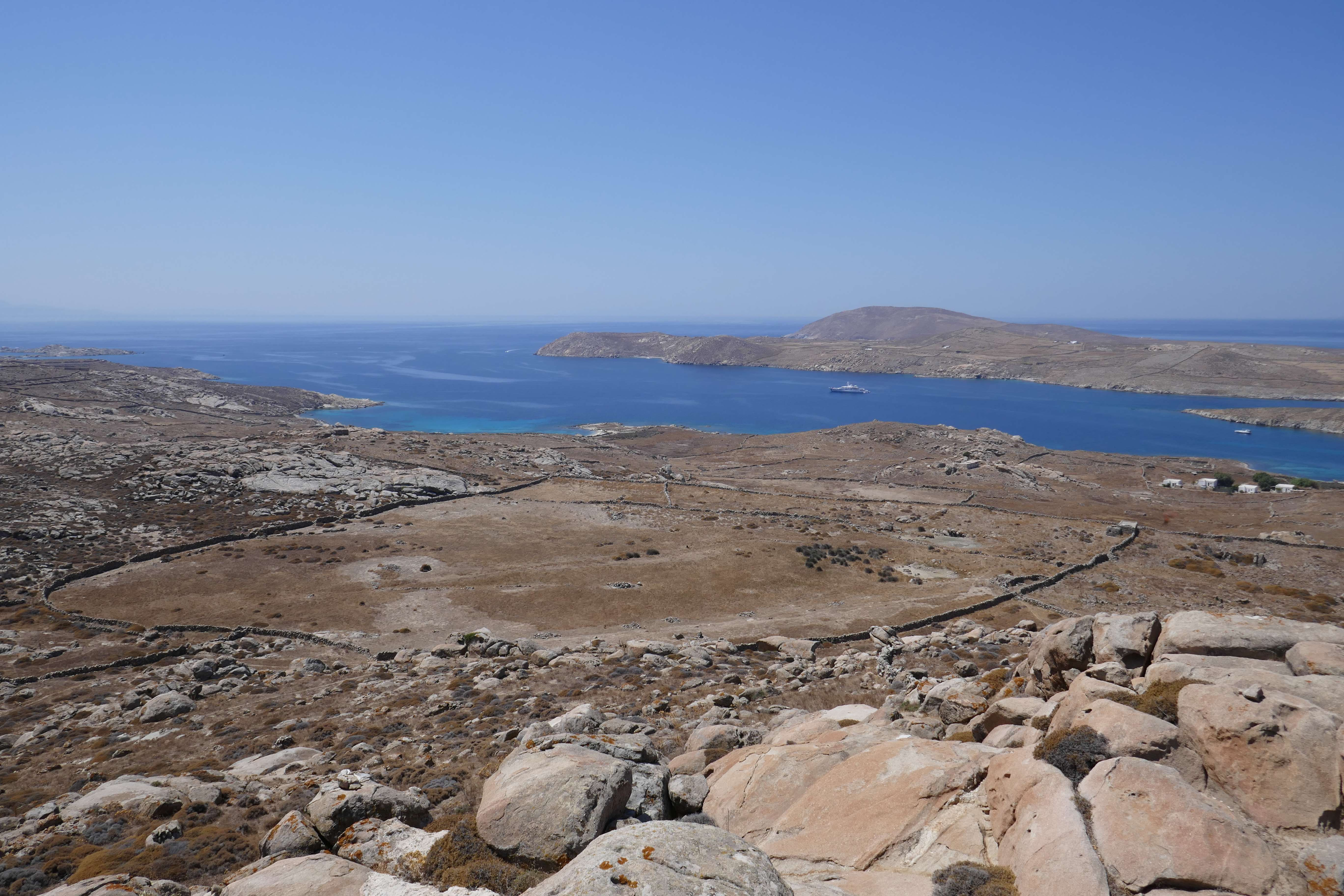
山頂からの眺め